# 福岡県道94号高田山川線
福岡県道94号高田山川線（ふくおかけんどう94ごう たかたやまかわせん）は、福岡県みやま市を通る県道（主要地方道）である。

## 概要
みやま市高田町江浦町からみやま市山川町原町に至る。
みやま市高田町の一部で国道209号、福岡県道93号大牟田高田線と重複する。この重複区間と終点付近は大型車の通行が制限されている狭隘区間である。みやま市山川町の実走区間は終点間際のみでとても短い。みやま市高田町の東側で九州新幹線と交差する。

### 路線データ
- 起点：福岡県みやま市高田町江浦町（江の浦本丸交差点、国道208号交点）
- 終点：福岡県みやま市山川町原町（国道443号交点）
- 総延長：6,459 km

## 歴史
- 1993年（平成5年）5月11日 - 建設省から、県道山川柳川線の一部・県道飯尾江浦線が高田山川線として主要地方道に指定される[1]。
- 2021年（令和3年）
  - 3月30日 - 今福地区のバイパス（730 m）開通[2]。
  - 5月28日 - 福岡県告示第578号により、福岡県道93号大牟田高田線の旧道の県道指定が解除され、飯江川橋交差点 - 今福北交差点は国道209号、福岡県道93号大牟田高田線と、今福北交差点 - みやま市高田町原は福岡県道93号大牟田高田線の重複に変更となる[3]。

## 路線状況

### バイパス
- みやま市高田町今福地内（730 m） - 2021年（令和3年）3月30日に開通[4]。

### 重複区間
- 国道209号（みやま市高田町今福・飯江川橋交差点 - みやま市高田町今福・今福北交差点）
- 福岡県道93号大牟田高田線（みやま市高田町今福・飯江川橋交差点 - みやま市高田町原）

### 道路施設

#### 橋梁
- 本丸橋（みやま市）
- 吉原橋（みやま市）
- 雷橋（みやま市）
- 北田中橋（みやま市）
- 行路橋（みやま市）
- 森下橋（みやま市）
- 仁王目橋（みやま市）
- 干渡橋（みやま市）
- 飯尾橋（浦田川、みやま市）
- 城道橋（飯江川、みやま市）

## 地理

### 通過する自治体
- みやま市

### 交差する道路
| 交差する道路                                                 | 交差する場所 | 交差する場所            |
| ------------------------------------------------------------ | ------------ | ----------------------- |
| 国道208号                                                    | 高田町江浦町 | 江の浦本丸交差点 / 起点 |
| 福岡県道778号江浦瀬高線                                      | 高田町江浦町 |                         |
| 国道209号 重複区間起点 福岡県道93号大牟田高田線 重複区間起点 | 高田町今福   | 飯江川橋交差点          |
| 国道209号 重複区間終点                                       | 高田町今福   | 今福北交差点            |
| 福岡県道93号大牟田高田線 重複区間終点                        | 高田町原     |                         |
| 福岡県道714号高田柳川線                                      | 高田町田尻   | 田尻交差点              |
| 福岡県道774号飯江長田線                                      | 高田町飯江   |                         |
| 国道443号 / 山川バイパス                                     | 高田町舞鶴   |                         |
| 国道443号                                                    | 山川町原町   | 終点                    |

### 交差する鉄道
- 鹿児島本線
- 九州新幹線

### 沿線
- 岩津郵便局
- みやま市立高田中学校
- みやま市立岩田小学校
- 飯尾浄水場
- みやま市立桜舞館小学校
- みやま市役所山川支所（終点付近）